# Istami
Istami fou el primer yabghu dels turcs occidentals, per divisió dels dominis del seu pare Bumin, i supeditat al seu germà Muhan, kan de tots els turcs i de les hordes orientals. Tenia seu a l'alt Yilduz prop de Qarashahr i de Kuldjha (la residència d'hivern era al Issik-kul, a la vall de Talas). El límit amb els orientals era al Gran Altai i les muntanyes a l'est de Ha-mi. Istami fou conegut en àrab com Sindjibu i en grec com Silzibul, nom que podrien derivar del seu títol.
Vers el 560 es va aliar a Còsroes I el just (Còsroes Anushirwan 531-579) i junts van atacar als heftalites. Aquestos debilitats sembla que van abandonar l'Àsia central, i encara que una part va romandre al Panjab, la resta va emigrar a l'occident (possible origen dels àvars). Els turcs van ocupar Sogdiana i els perses Bactriana.
Llavors va rebre una sol·licitud d'aliança dels romans d'Orient (com a veïns dels sassànides perses). Istami tenia com a principal interès el comerç per la ruta de la seda, i va enviar a un sogdià de nom Maniakh (els sogdians controlaven les caravanes) a la cort persa per demanar el pas lliure al rei Còsroes I, però aquest, com que Pèrsia volia el monopoli de la venda de seda a l'Imperi Romà d'Orient, no ho va concedir. Llavors Istami es va entendre amb els romans d'Orient i el 567 va enviar al mateix Maniakh a Constantinoble, a través del Volga i el Caucas. L'emperador Justí II el va rebre i acollir i a la tornada al seu país el va acompanyar un ambaixador grec de nom Zemarcos (568) que fou rebut per Istami al seu campament d'estiu al nord de les muntanyes Aqtagh o Altai (xinès Tien-chan), al nord-oest de Qarashahr. Es va establir una aliança contra Pèrsia i quan va arribar l'ambaixador persa al mateix lloc en fou expulsat i es va declarar la guerra a Pèrsia.
La guerra es va perllongar molts anys, prop de 20 (572-591). Istami va enviar un segon ambaixador a l'Imperi Romà d'Orient de nom Anankust i els romans d'Orient en van enviar d'altres (Eutiquios, Valentinos, Herodianos, i Pau de Cilícia). L'ambaixador Valentinos va arribar el 576 enviar per Tiberi II i quan es va presentar a la residència reial Istami ja era mort i l'havia succeït el seu fill Tardu (575-603).
Istami va morir doncs el 575.